# Романовка (Наровлянский район)
Романовка (бел. Раманаўка) — упразднённая деревня в Завойтянском сельсовете Наровлянского района Гомельской области Беларуси.
В связи с радиационным загрязнением после катастрофы на Чернобыльской АЭС жители (83 семьи) переселены в 1990-92 годах в чистые места.

## География

### Расположение
В 11 км на запад от Наровли, 14 км от железнодорожной станции Ельск (на линии Калинковичи — Овруч), 189 км от Гомеля.

## Транспортная сеть
Транспортные связи по просёлочной, а затем автодороге Ельск — Наровля. Планировка состоит из прямолинейной улицы, ориентированной с юго-запада на северо-восток, к центру какой перпендикулярно присоединяется с севера короткая улица. Застроена двусторонне деревянными домами усадебного типа.

## История
По письменным источникам известна с XIX века как фольварк в Наровлянской волости Речицкого уезда Минской губернии. В 1850 году М. Д. Горват основал здесь спиртзавод (8 рабочих). Согласно переписи 1897 года. В 1908 году. В 1921 году организован совхоз, а в 1931 году — колхоз «Красный маяк», работали гонтерезка (с 1932 года), паровая мельница, кузница. В 1939 году в деревню переселены жители хутора Чехи. Во время Великой Отечественной войны действовала подпольная группа (руководитель Якимчук). 9 жителей погибли на фронте. Согласно переписи 1959 года входила в состав колхоза «Красный боец» (центр — деревня Завойть).

## Население

### Численность
- 1990-92 годы — жители (83 семьи) переселены.

### Динамика
- 1897 год — 8 дворов, 103 жителя (согласно переписи).
- 1908 год — 137 жителей.
- 1959 год — 298 жителей (согласно переписи).
- 1990-92 годы — жители (83 семьи) переселены.